# Joseph Dodge
Joseph Morrell Dodge (Detroit, 1890. november 18. – Detroit, 1964. december 2.) egy szegény családból származó középiskolás végzettségű autodidakta bankár volt. Elnöke volt a Detroit Banknak, igazgatója 1953. január 22-től 1954. április 15-ig az Amerikai Költségvetési Hivatalnak. Legjelentősebb munkássága az utókor számára azonban mégsem ez, hanem a második világháború utáni újjáépítésben közrejátszott aktív szerepe Németországban, Ausztriában, illetve Japánban.

## Élete
Egy kvéker vallású művész, Joseph Cheesemann Dodge és Gertrude Hester Crow gyermekeként született egy szegény családban. Két fiatalabb testvére volt. A Detroiti Central High Schoolban érettségizett 1908-ban. Családja anyagi helyzete miatt nem járt egyetemre, egy ideig a Standard Accident biztosítási vállalatnál dolgozott könyvelőként, majd a Central Savings Banknál kapott állást, ahol küldöncként kezdte, végül a bank főkönyvelője lett. 1916-ban házasságot között Julia Jane Jefferssel, akitől egy fia született. 1917 és 1932 között a Thomas Doyle autóipari vállalat alelnöke volt. 1933-től 1953-ig a Detroit Bank (ma Comerica) elnöke volt. 1948-ban Németországban volt gazdasági tanácsadó, ahol valutareformot dolgozott ki. 1948. decemberétől Harry S. Truman elnök felkérésére Japánban dolgozott. 
A Japán gazdasági újjáépítéséről szóló tervet amerikai részről 1949. március 7-én ratifikálta. A terv főbb ajánlásai a következők voltak: a költségvetés egyensúlyának helyreállítása, a kiadások és az infláció csökkentése, hatékonyabb adórendszer, mely a bevétel növekedését eredményezheti, az Újjáépítési Pénzügyi Bank gazdaságtalan hitelezési folyamatának visszafogása, az állami beavatkozások jelentős csökkentése, valamint a jen árfolyamának az 1 $ = 360 jen árfolyamon történő rögzítése, hogy az alacsony jenárfolyam által az exporttermékek ára versenyképes maradjon. Ez a valutaárfolyam az 1970-es évek elejéig változatlan maradt. 1964. december 2-án hunyt el a detroiti Harper Kórházban. 

## Kitüntetései
- Az Egyesült Államok Érdemérme (Medal of Merit), 1946
- Exceptional Civilian Service Medal, 1950
- Felkelő Nap érdemrend, 1962

## Lásd még
- Dodge-terv